# 艾格尔斯巴赫
艾格尔斯巴赫是德国巴伐利亚州的一个市镇。总面积39.95平方公里，总人口1695人，其中男性871人，女性824人（2011年12月31日），人口密度42人/平方公里。